# Benjamin W. Fortson
Benjamin W. Fortson – amerykański językoznawca, specjalizujący się w komparatystyce lingwistycznej i indoeuropeistyce.

## Życiorys
Absolwent Uniwersytetu Yale, gdzie w 1989 r. uzyskał bakalaureat. Doktoryzował się w 1996 r. na Uniwersytecie Harvarda.
Piastuje stanowisko profesora na Uniwersytecie Michigan. Przez wiele lat był zaangażowany w tworzenie słownika The American Heritage Dictionary of the English Language, jako etymolog oraz starszy leksykograf. Redaktor naczelny Beech Stave Press.

## Wybrana twórczość
Wśród publikacji można wymienić:
- Indo-European Language and Culture: An Introduction (2004, 2010)
- A fragmentary early Republican public inscription from Gabii (współautorstwo, 2011)
- Latin prosody and metrics (2011)
- Latin -(r)ier and its Indo-Iranian congeners (2013)